# Rhyacophila denticulifera
Rhyacophila denticulifera là một loài Trichoptera trong họ Rhyacophilidae. Chúng phân bố ở miền Cổ bắc.